# Perometra afra
Perometra afra is een haarster uit de familie Antedonidae.
De wetenschappelijke naam van de soort werd in 1911 gepubliceerd door Austin Hobart Clark.